# Tchalinga
Tchalinga est l'un des six arrondissements de la commune de Ouaké dans le département de la Donga au Bénin.

## Géographie
Tchalinga est situé au centre-ouest du Bénin et compte 4 villages que sont Kawado, Landa, Madjatom et Tchalinga.

## Démographie
Selon le recensement de la population de 2013 conduit par l'Institut national de la statistique et de l'analyse économique (INSAE), Tchalinga compte 6 027 habitants  .